# 陳勛
陳勛（1924年—2021年3月28日），男，廣東南海人，中国廣式點心廚師，人稱「勛叔」，被廣式點心界譽為「西有羅坤，北有陳勛」的當代兩大點心宗師級人物之一。陳勛見證廣式點心的百年發展，重現和改良多種包括月夜逢燕侶、赤繩欣繫足等已失傳的點心款式。其傳承亦有創新，他著名的事蹟是發明炸両、糯米卷和糯米包等多款點心，並改良叉燒包的製作方式，號為「玉液叉燒包」，立下現今叉燒包即蒸即食的慣例。陳勛更提倡點心豐富多樣性，指出點心「洋為中用，古為今用，中西並舉，南北結合」的精髓，定下點心叉燒包、蝦餃、乾蒸燒賣、蛋撻「四大天王」的名號。

## 生平

### 師從陳熙、崔強
陳勛於1924年在廣東省番禺縣石樓鎮出生，1939年陳勛時年13歲（虛齡14歲），其為生計透過一位在陶陶居工作的親戚介紹而受僱於七妙齋當傳菜員和辦事員，兩年後才當上點心學徒，師從著名點心師陳熙和外號「百花強」的崔強。
1941年，陳勛首師於陳熙，但陳熙脾氣大，管教嚴格，在陳勛製作點心步驟出了差錯的時候則加以動手體罰。當時正值日本侵華，陳勛認為在亂世之中再辛苦的工作都要拚命地去做。他自每一日半夜12點起床，比師父更早去燒煤開鼓風機，他一邊做點心一邊燒穀殼，倒痰盂、洗廁所不在話下，陳勛從陳熙的嚴格教育和自律下從而學得紮實的基本功。陳勛第二位師父為崔強，其因擅於做「百花餡」故外號為「百花強」，崔強對學徒不打不罵，如學徒作品不佳，其會親身示範，讓學徒多一次機會學習。陳勛從崔強學會管理風格，自此他以崔強的管理方式對應下屬。
1946年，陳勛以20歲之齡被崔強保舉加入六國飯店，兩年後晉升為點心部主管，在此期間陳勛力主創新，設立「星期美點」，一月更換菜式期限縮短為一週，每週推出涵蓋蒸、焗、炸、煮、炒的不同點心款式，其用材大膽而貼合時令，而點心取名典雅，故陳勛之點心冠絕廣州，中共軍委前副主席葉劍英、聶榮臻為其食客之一。
陳勛自言「常在河邊走，就是不濕腳」，自律以嚴，以店為家，很少時間與家人相聚，其子只得帶湯水去酒家才能見陳勛一面。陳勛吃湯渣需要蘸豉油，要求其子需從家中帶豉油過來。陳勛之子表示當時認為酒家有豉油，何須自帶，後來他漸明白陳勛工作絕無私利的做人做事原則。

### 改良及創新
陳勛聯同外號「點心狀元」的知名點心師羅坤改良叉燒包的製作方式，由於時人會將傳統叉燒包提前做好，又反復回籠蒸煮，賣不出的叉燒包放至隔夜導致餡料乾而無汁，兩人改以新鮮燒出來的叉燒作餡，以粟米粉打芡，加入含豬皮凍的熱水來提升鮮味，皮餡酸鹼中和，比例皮六餡四，再將之掐成雀形。客人點單後即撈餡即蒸，蒸煮時要加溫令包皮爆口，客人需即食，當食客捏開叉燒包兩瓣，即有汁液流淌，故名「玉液叉燒包」。由於「玉液叉燒包」廣受歡迎，日賣千籠，其時粵劇大佬倌粉墨登場前必先吃玉液叉燒包，不吃不登台，足見其知名度。自此此工藝廣泛流傳，「即點即蒸即食」為現今製作叉燒包標準的濫觴。
中華人民共和國建立之後，陳勛被視為技術骨幹，1958年在源源茶樓工作一年，1959年被分配入大三元酒家作復業籌備，後成為大三元酒家點心部主管，陳勛在此習得北方麵點的製作成法，用以創作新點心款式。由於1950年代中華人民共和國物資匱乏，陳勛不得不改變思路，以現有物資創作新點心款式。由於沒有肉餡，而點心必需成本低和飽肚，他以白麵皮來捲糯米，切成四方棋狀，是為糯米卷；以麵粉中加入番薯作包皮，用醬油撈糯米作餡料，是為糯米包；將腸粉包裹油條，做成炸両。此三款點心遂成為知名經典點心，流傳至今。
1973年，陳勛改在北園酒家擔任點心部主管。數年後1978年中華人民共和國踏入改革開放時代，大量的新思潮和新鮮海魚食材源源不絕的擁入廣州，點心的創新更是包羅萬象，向色香味俱全發展，陳勛創作出多款新式點心，其印象最深的是以百花餡、酥皮、鮮菇配搭，創造出新點心款式魚游春水。陳勛分別在1962年和1978年被選為廣東省人大代表、全國人大代表、全國先進工作者、國家特一級麵點師。

### 傳承
陳勛經過多年發展，已成為廣式點心界宗師級人物，業內人稱「勛叔」，被尊為「粤點泰斗」，其與泮溪酒家著名點心師羅坤合稱「西有羅坤，北有陳勛」。
1983年11月，陳勛是在北京人民大會堂舉行的中華人民共和國第一屆全國烹飪名師技術表演鑑定會唯一代表廣東省的評委，羅坤則代表廣東省出戰，其以雪梨果、兔子餃、脆皮百花球、蛋黄角參賽。但當時因為訊息傳遞不發達，眾多外地專家與其他省市評委對廣式點心見解不足，江蘇評委以為點心必須要有含小麥、大米等糧食作物成分方能定義為點心，批評羅坤的點心「菜不像菜，點心不像點心」。
陳勛以雞扎、排骨、牛肉球的例子作出反駁，指廣式點心具豐富多樣性，評委各持己見，上海和福建的評委同意陳勛的觀點，是以羅坤成為五位獲「最佳點心師」名號之一員。陳勛留意到評委對叉燒包、蝦餃、乾蒸燒賣、蛋撻最有印象，正是反映出在傳遞不發達的時代此四款點心傳播力最強，並享有高知名度，遂定此四款點心為「四大天王」，並建議廣東省在第二屆全國烹飪名師技術表演鑑定會以「四大天王」出戰。
陳勛在1987年正式從北園酒家退休，但仍會常以身體力行指導後輩，其代表廣東，到美國、新加坡等地推廣廣式點心。陳勛也開了微博，與網友互動問答，指出點心的順序食法，是「先食鹹再食甜，先食蒸後食蒸炸焗」。2011年，白天鵝賓館副總經理彭樹挺親身拜訪陳勛，希望他出山指導，陳勛遂以珍藏的20世紀40年代點心紙，復原了其中三十種因製作繁複而失傳的點心菜式，包括月影紗窗下、月夜逢燕侶、脫衣換錦袍和赤繩欣繫足。陳勛又改良赤繩欣繫足，舊時是用鴨腸綁住鴨腳、鮑魚、瘦肉、筍四物，陳勛則以腐竹取代鴨腸。
2018年，廣東省實施粵菜師傅工程，大力推廣粵菜粵點技藝，並組織界內技藝泰斗傳承和傳播粵菜粵點製作技藝，陳勛為其中之一，他參與編寫中專教材，並為《食在廣州》、《廣東飲食文化匯覽》等書提供資料。同年陳勛接受《舌尖上的中國3》的訪問，以一生經驗總結廣式點心宗指為「洋為中用，古為今用，中西並舉，南北結合」。
2021年，陳勛於廣州去世，享年97歲。

## 外部鏈結
- 陳勛的新浪微博